# Parafia św. Barbary w Sartowicach
Parafia Świętej Barbary w Sartowicach – parafia rzymskokatolicka, znajdująca się w diecezji pelplińskiej, w dekanacie Świecie nad Wisłą.